# کرستن ونسنس
کرستن وَنسنِس (انگلیسی: Kirsten Vangsness؛ زادهٔ ۷ ژوئیهٔ ۱۹۷۲) یک هنرپیشه و نویسنده اهل ایالات متحده آمریکا است. وی از سال ۱۹۹۸ میلادی تاکنون مشغول فعالیت بوده‌است.
از فیلم‌ها یا سریال‌های تلویزیونی او، می‌توان به ذهن‌های مجرم و مرا بکش، مرگبار اشاره نمود.